# Pražské jaro
Jako pražské jaro (slovensky pražská jar) je označováno období politického uvolnění v Československu v roce 1968. Toto období začalo v roce 1967 na prosincovém plenárním zasedání ústředního výboru strany. 5. ledna 1968 se prvním tajemníkem ústředního výboru Komunistické strany Československa (ÚV KSČ) stal Alexander Dubček, a pokračovalo do noci z 20. na 21. srpna téhož roku, kdy vojska států Varšavské smlouvy v čele s armádou Sovětského svazu vstoupila do Československa, aby zastavila započaté reformy – Vpád vojsk Varšavské smlouvy. Většina z nich sice opustila Československo k 16. říjnu 1968, část ale zůstala na území státu jako „sovětské jednotky dočasně umístěné na území Československa“ bez časového stanovení termínu odchodu, formálně „do ukončení konsolidačního procesu“. Část těchto jednotek opustila zemi v polovině roku 1987, poslední pak až po sametové revoluci.
Reformy pražského jara byly pokusem uvolnit režim a urychlit proces demokratizace. Tento záměr se nesetkal s pochopením na sovětské straně, která vyslala (po neúspěšných jednáních) tisíce vojáků vojsk Varšavské smlouvy, aby zahájily okupaci státu, jež měla odstranit z vedení státu reformní komunisty a umožnit vytvoření „Dělnicko-rolnické“ vlády. Poté, co Československo následně vstoupilo do éry tzv. normalizace, tj. sovětského protektorátu, vedení strany v podstatě znovu nastolilo politické a ekonomické hodnoty, které vládly koncem padesátých let.
Termín „pražské jaro“ byl vytvořen západními médii poté, co se o těchto událostech dozvěděl celý svět. Je to mj. odkaz k termínu „Jaro národů“, což je umělecký název daný revolučnímu roku 1848, symbolizující naději, probuzení a charakterizuje rovněž roční období, kdy se události převážně odehrávaly a také odkazuje na tradiční hudební festival Pražské jaro. Z hlediska tuzemského použití je tento název poněkud sporný ze dvou důvodů: jednak je tento pojem po desetiletí vnímán jako jméno tradičního stejnojmenného renomovaného hudebního festivalu a dále se tento politickospolečenský proces netýkal pouze hlavního města Prahy, ale celého státu. Toto znázornění ovšem bylo podobné pojmenování Pražské povstání s dodatečným přívlastkem "českého lidu". Z pohledu ciziny je toto pojmenování pochopitelné, protože cizí země bývají obecně často identifikovány s jejich hlavními městy. V tehdejším Československu se používalo označení polednový vývoj nebo polednová politika podle lednového plenárního zasedání ÚV KSČ, na kterém došlo k významným změnám ve vedení KSČ, případně obrodný proces.

## Stav společnosti a pozadí událostí
Ve druhé polovině 50. let 20. století byla Evropa v důsledku 2. světové války stále rozdělena na dva soupeřící mocenské bloky: západní demokratický a kapitalistický (v terminologii „socialistických“ států často nazýván imperialistický) a východní autokratický socialistický (kapitalistickými státy většinou nazýván komunistický). Socialistické státy byly ovládány Sovětským svazem a svůj režim udržovaly pomocí silně represivního aparátu, který kromě jiného značně omezoval svobodu vyjadřování a kulturního projevu. Společnost v Československu byla řízena komunistickou stranou (KSČ byla de facto podřízena sovětskému politbyru), která řídila stát jak politicky, tak ekonomicky – vedení strany bylo takřka totožné s vedením státu. Volby byly sice prohlašovány za svobodné, ale demokratické zásady v nich byly silně potlačeny (nemožnost výběru z více kandidátů, nátlak na demonstrativně otevřené odevzdání hlasů kandidátům schváleným KSČ při formálně tajných volbách atd.). V ostatních státech „socialistického tábora“ byla situace obdobná. Ke snížení světového napětí tou dobou přispěli vědci obou táborů: konstatovali, že stávající atomové zbraně USA a SSSR by stačily k několikanásobnému zničení celého světa. Válka za účelem ovládnutí světa ztratila smysl – nikdo by ji nevyhrál. Začalo se mluvit o nutnosti odzbrojení, objevily se plakáty s heslem Odzbrojit – soutěžit – v míru žít.

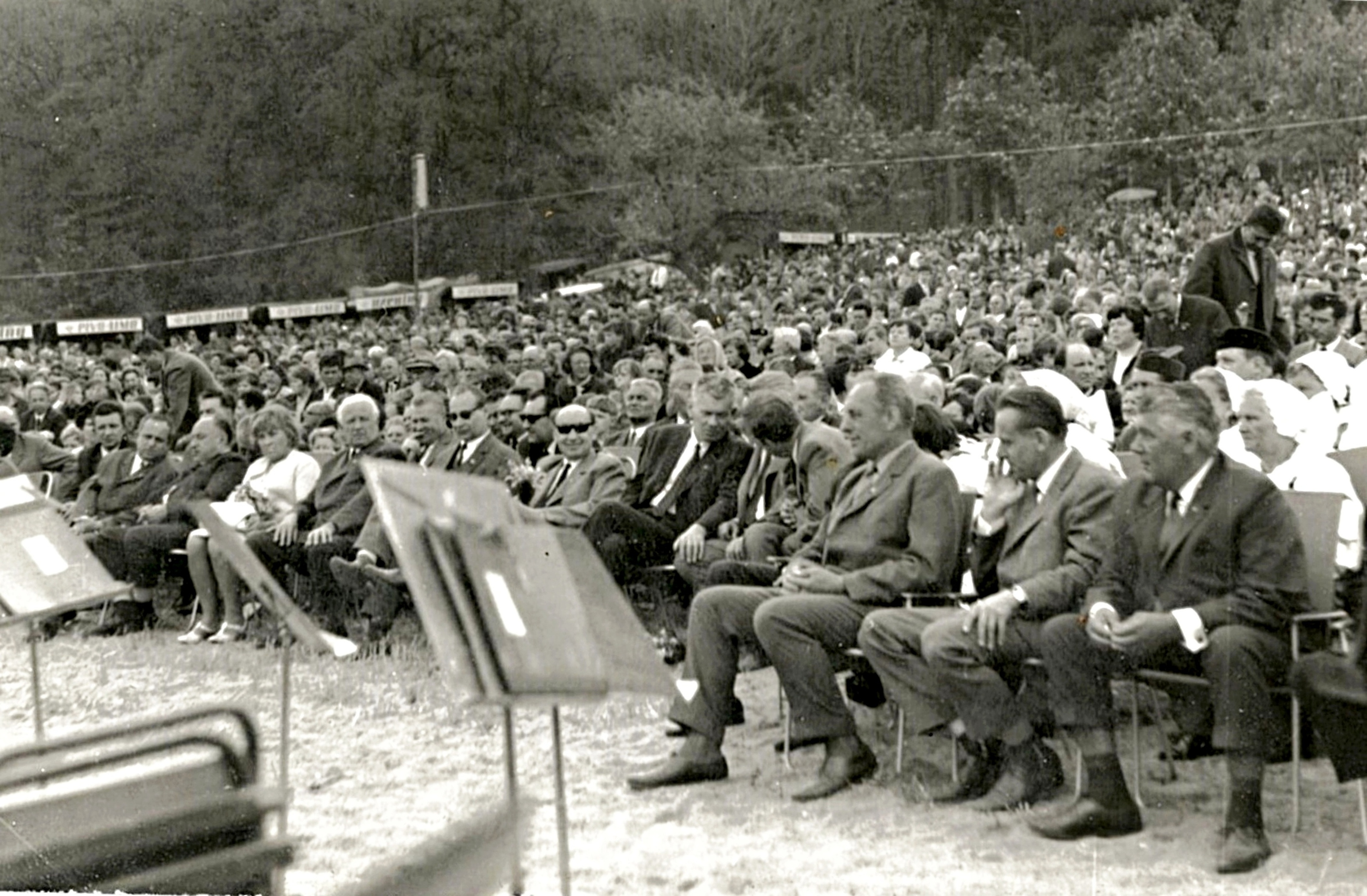
Shromáždění na Řípu dne 10. května 1968. V první řadě uprostřed jsou čelní představitelé tzv. Pražského jara: prezident Ludvík Svoboda, Alexander Dubček, Čestmír Císař, Oldřich Černík a Josef Smrkovský

V celé Evropě i ve světě docházelo ke změnám. Po skončení Karibské krize v roce 1962 probíhala 60. léta ve znamení uvolňování napětí. Již od konce 50. let přicházely nové kulturní impulzy, v hudebním světě nesené mj. anglickými skupinami Beatles, Rolling Stones. V Československu to byla například účast na Expu 58, Laterna magika, Divadlo Na zábradlí, Činoherní klub, liberální Literární noviny, filmová Československá nová vlna. V roce 1963 se konala konference o Franzi Kafkovi na zámku v Liblicích V roce 1965 byla vyhlášena Nová soustava plánovitého řízení. Svět zahájil dobývání vesmíru (soutěž mezi SSSR a USA). Dorůstala nová poválečná generace, jež vyjadřovala nespokojenost se zaběhlými zvyklostmi, společenskými i politickými. Tyto vlivy se projevovaly i v socialistických zemích včetně SSSR (tání po Stalinově smrti během vlády N. S. Chruščova).
Alexander Dubček – od roku 1951 člen Národního shromáždění – se stal v roce 1964 členem Slovenské národní rady. Byl prvním tajemníkem národní Komunistické strany Slovenska a v lednu 1968 se stal prvním tajemníkem Ústředního výboru Komunistické strany Československa.
Na začátku šedesátých let Československá socialistická republika (ČSSR) zažila ekonomický pokles. V roce 1967 prezident a první tajemník ústředního výboru KSČ Antonín Novotný ztrácel podporu a na prosincovém plenárním zasedání ústředního výboru strany byl poražen reformním křídlem členů ÚV (např. Ota Šik, Václav Slavík, František Vodsloň, Josef Smrkovský) v účelové jednotě se stalinistickými členy ÚV (Vasil Biľak, Drahomír Kolder a Oldřich Švestka) proti A. Novotnému. Toto zasedání se protahovalo co do délky, až muselo být kvůli Vánocům přerušeno, aby posléze ve svém pokračování jako lednové 1968 vešlo do dějin coby jednání udávající směr dalšího vývoje. A. Dubček v něm byl zvolen jako kompromisní nevýrazný kandidát přijatelný pro obě křídla i pro Moskvu. V prosinci 1967 Novotný pozval generálního tajemníka sovětské komunistické strany Leonida Brežněva do Prahy, kde byl Brežněv šokován rozsáhlostí opozice vůči prezidentovi a vrchnímu šéfovi strany Novotnému, jenž kromě jiného v létě toho roku v Martině na jubilejních oslavách Matice slovenské svým hrubě necitlivým jednáním těžce urazil slovenskou veřejnost i tamní stranické vedení, a podpořil návrh na jeho odstranění z vedení strany (k tomu přispěla i snaha A. Novotného o částečnou nezávislost na moskevském vedení a v době boje o moc mezi Brežněvem a Kosyginem jeho podpora Kosygina). 5. ledna 1968 byl Dubček zvolen (na základě návrhu A. Novotného, po dlouhém neúspěšném vyjednávání) prvním tajemníkem ÚV KSČ. Později, 22. března 1968 Antonín Novotný rezignoval i na funkci prezidenta státu, a 30. března byl nahrazen Ludvíkem Svobodou.

## Liberalizace a reformy
V pátek 5. dubna 1968 ÚV KSČ schválil liberální Akční program KSČ, který zahrnoval zvýšení svobody tisku a větší orientaci ekonomiky na spotřební zboží, částečnou liberalizaci ekonomiky. „Vedoucí úloha KSČ“ však měla být zachována. Také byla naplánována federalizace ČSSR ve dvě rovnoprávné republiky. 

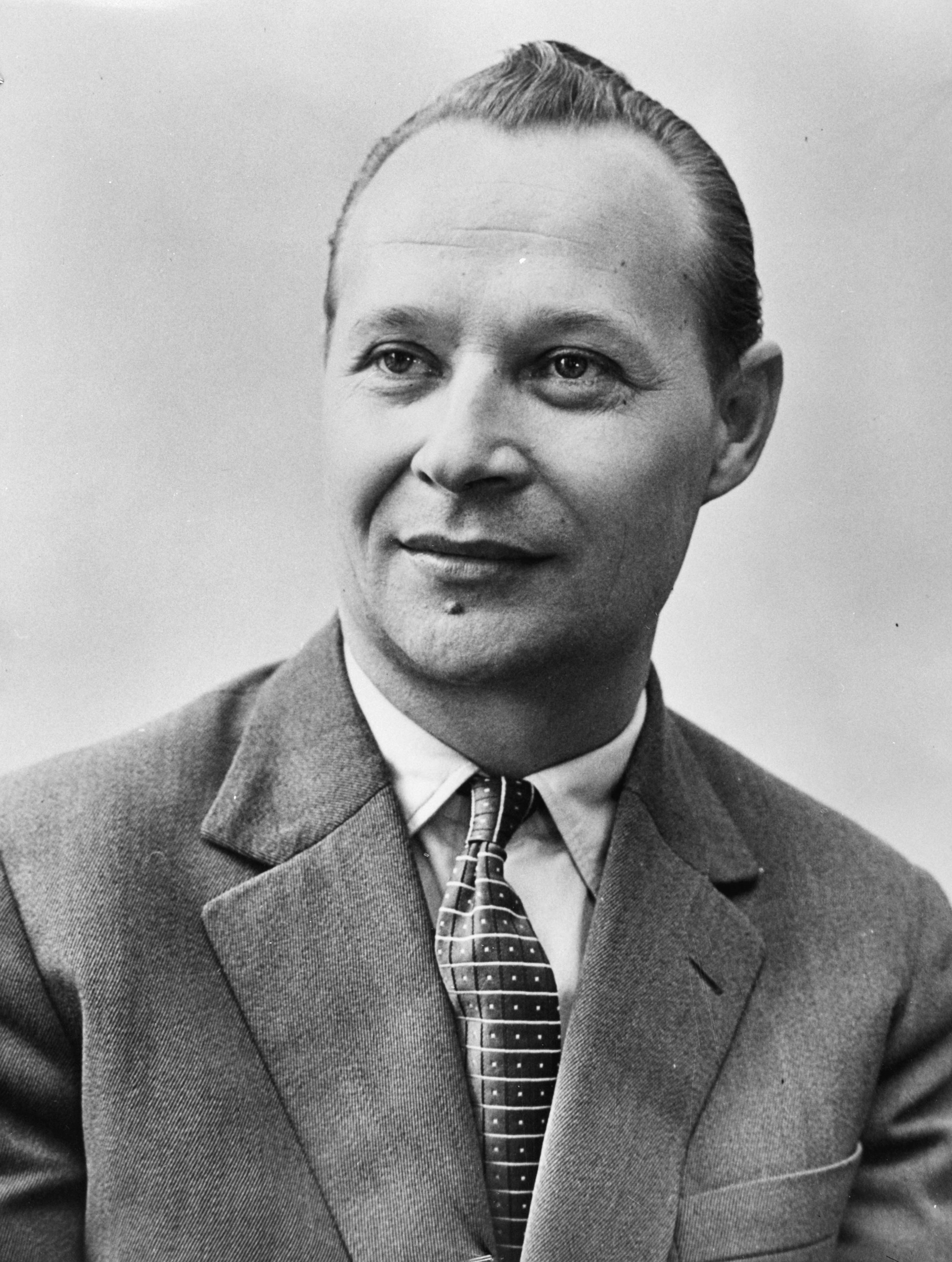
Alexander Dubček, symbol liberalizace společnosti a autor obratu „socialismus s lidskou tváří“

Na doporučení ÚV KSČ poté podala 6. dubna demisi vláda Jozefa Lenárta a 8. dubna byla jmenována nová vláda Oldřicha Černíka, jejíž prioritou bylo plnění úkolů Akčního programu.
Ačkoliv Akční program vyhrazoval, že musí postupovat pod vedením KSČ, veřejnost tlačila na stranu, aby reformy provedla urychleně. Radikální občané se projevovali mnohem hlasitěji: protisovětské polemiky byly vydávány v tisku, sociální demokraté se snažili formovat samostatnou stranu a byly zakládány další nové politické kluby (např. KAN či K 231). Konzervativní členové strany požadovali represivní opatření, ale Dubček zastával zdrženlivý názor a znovu zdůrazňoval vedoucí úlohu KSČ. Na zasedání komunistické strany Československa v dubnu Dubček oznámil politický „akční program“. V květnu oznámil, že 14. sjezd strany se bude konat 9. září. Sjezd měl začlenit Akční program KSČ do stanov strany, měl navrhnout federalizační zákon a zvolit nový ústřední výbor strany.
Jedním z nejvýznamnějších reformních počinů Pražského jara bylo uvolnění cenzury v únoru 1968 a její úplné zrušení 4. března (formálně potvrzeno zákonem č. 84 ze dne 26. června 1968, cenzura byla zrušena vůbec poprvé v české historii). 27. června 1968 byl zveřejněn manifest zformulovaný na podnět několika pracovníků Československé akademie věd (ČSAV) spisovatelem a novinářem Ludvíkem Vaculíkem (člen KSČ) s názvem Dva tisíce slov. Vaculík v něm kritizuje konzervativní prvky uvnitř KSČ, brzdící reformy, a navrhuje, aby se občané sami aktivně snažili prosadit reformní program. Dubček, prezídium strany, Národní fronta a kabinet odsoudili manifest.
Okupací Československa v podstatě skončil proces, kterému se začalo říkat pražské jaro. Následovalo období, ve kterém se postupně dostali k moci politici, kteří poté nastolili tzv. normalizaci čili sovětskou okupační správu země trvající až do konce roku 1989. Tím byly jakékoli pokusy o změnu politického systému v republice na dlouhých 21 let potlačeny. (Po okupaci mezi lidmi koloval kromě mnoha jiných výrok: „Přátelství se Sovětským svazem je nesmysl právě tak, jako nemůže existovat přátelství otroka a otrokáře.“)

## Příprava intervence
Na podnět z Moskvy, ve snaze zbrzdit reformní vývoj, zorganizoval Hlavní štáb lidových milicí dne 9. června 1968 setkání Lidových milicí v hangáru ruzyňského letiště. Tato demonstrace síly skončila bez hmatatelného výsledku a proto byl sovětskému vedení prostřednictvím velvyslance Červoněnka předán dne 20. června "Pozdravný dopis celostátního aktivu Lidových milicí sovětskému lidu", který následně zveřejnil hlavní sovětský deník Pravda. Zároveň byla rozpoutána mediální kampaň a deník následující dva týdny otiskoval dopisy a rezoluce sovětských dělníků se vzkazy, že jsou připraveni poskytnout československým soudruhům pomoc při společné obraně socialismu.
20. června bylo na území Československa zahájeno "spojenecké velitelsko-štábní cvičení jednotek Varšavské smlouvy nazvané Šumava". Původně se ho měli zúčastnit pouze štábní a spojařští důstojníci a převážně československé a sovětské jednotky, ale vrchní velitel vojsk Varšavské smlouvy maršál Jakubovskij prosadil během manévrů masivní nasazení pozemních jednotek. Sovětská generalita následně oddalovala jejich stažení a na čs. území zůstávalo téměř 25 000 vojáků až do 3. srpna.
27. června 1968 vyšlo v několika denících provolání Dva tisíce slov, které představitelé reformního křídla ÚV KSČ pochopili jako přímé ohrožení svého postavení a odpůrci reforem ho označili za program kontrarevoluce. Sovětští komunisté ho využili jako záminku ke stupňování tlaku na Československo. Dopis politbyra ÚV KSSS označil Dva tisíce slov za politickou platformu protisocialistických sil, které "jsou řízeny konspiračními organizačními středisky" a předsednictvu ÚV KSČ doporučil "uvést do pohybu síly dělnické třídy". Na jednání nejvyšších představitelů "pětky" (budoucích okupačních sil, bez účasti československých zástupců) ve Varšavě ve dnech 14.–15. července byl manifest Dva tisíce slov označen za klíčový doklad toho, že v Československu dochází ke kontrarevoluci.

## Sovětská intervence

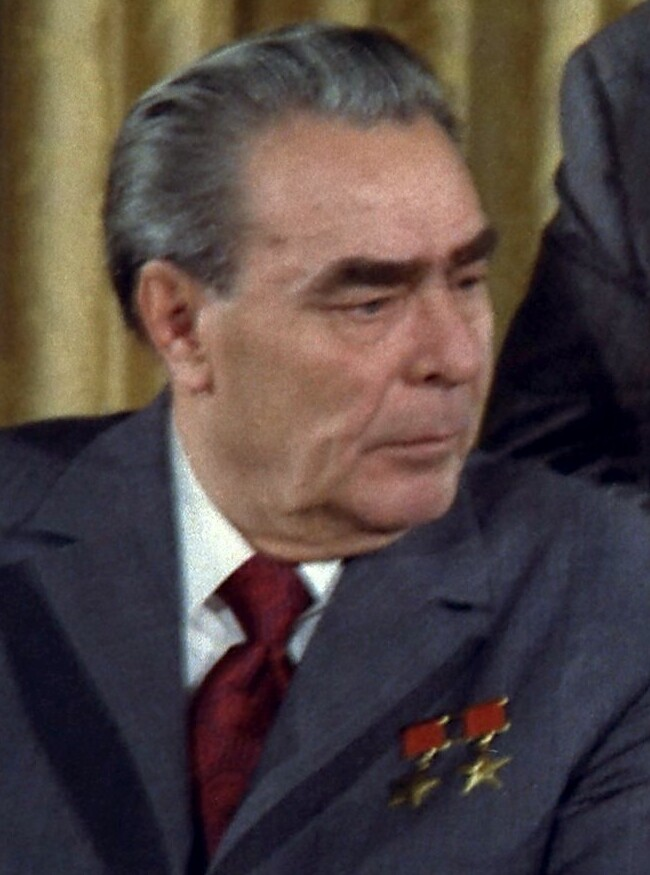
Leonid Brežněv

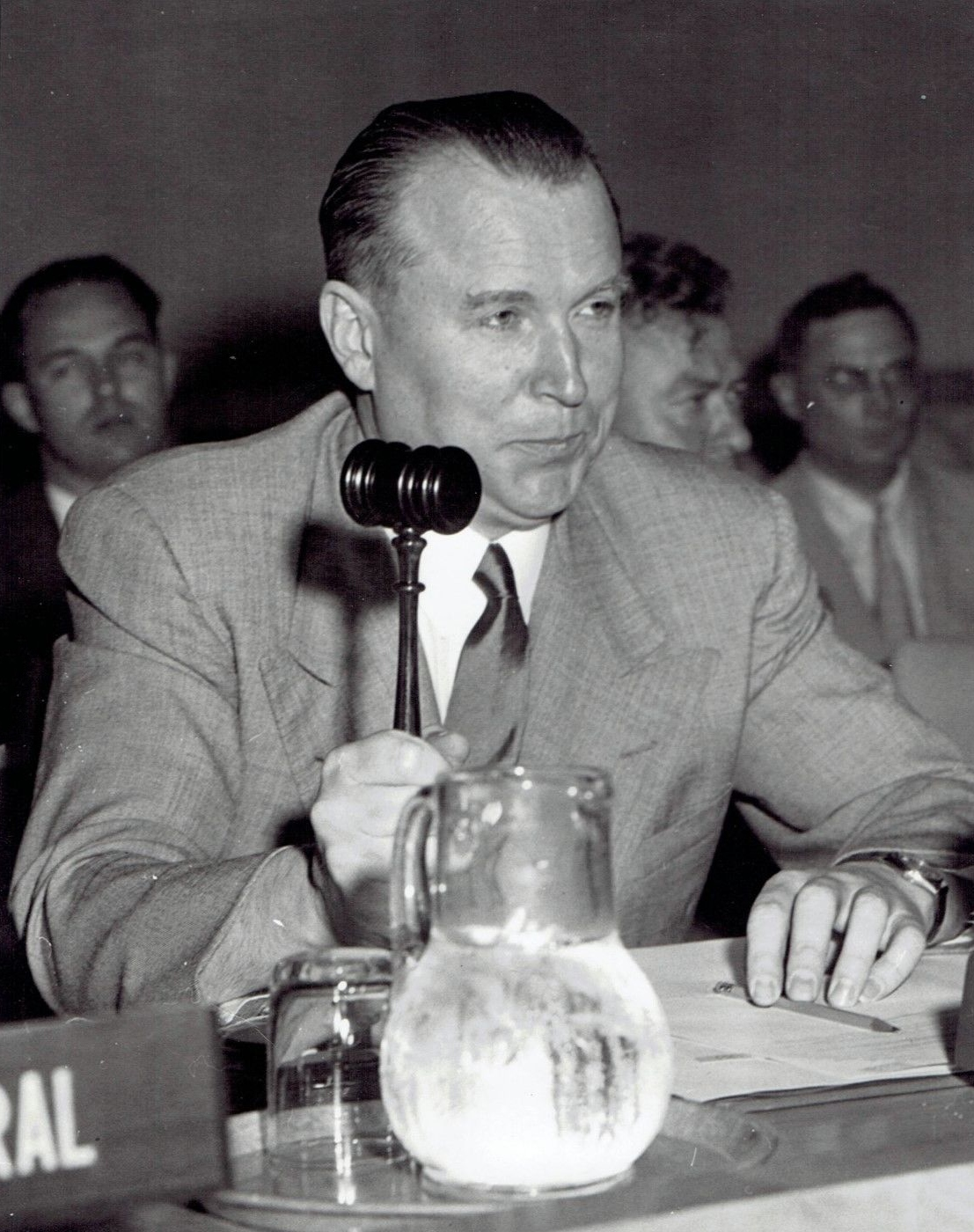
Jakov Malik, sovětský stálý zástupce v OSN, proslul svou nekompromisní obhajobou invaze a vetem veškerých protichůdných rezolucí

Leonida Brežněva a vedení zemí Varšavské smlouvy znepokojily události okolo Dubčekových reforem, obávali se oslabení východního bloku v rámci studené války. Vedení Sovětského svazu se zpočátku pokoušelo zastavit nebo omezit změny v ČSSR sérií upozornění, brzy však prohlásilo celé reformní hnutí za kontrarevoluční. Sovětský svaz se uvolil k bilaterálním rozhovorům v Čierné nad Tisou, slovenském pohraničním městečku na sovětsko-slovenské hranici. Během setkání, které se uskutečnilo ve dnech 29. července – 1. srpna 1968, hájil Dubček program reformního křídla KSČ a slíbil loajalitu Varšavské smlouvě a RVHP. Vedení KSČ bylo rozdělené mezi důrazné reformátory (Josef Smrkovský, Oldřich Černík a František Kriegel), kteří podporovali reformy, a mezi konzervativní politiky (Vasil Biľak, Drahomír Kolder a Oldřich Švestka), kteří brzdili reformní úsilí. Brežněv se rozhodl pro kompromis. Delegáti KSČ znovu potvrdili svoji blízkost k Varšavské smlouvě a slíbili omezení „protisocialistických“ tendencí, zabránění návratu Československé sociálně demokratické strany a větší kontrolu tisku. Sověti souhlasili s odsunem svých vojsk, která již od června po společných manévrech Varšavské smlouvy stále zůstávala v Československu, a rozhodli se tolerovat sjezd strany 9. září.
Reprezentanti Sovětského svazu, NDR, Polska, Maďarska, Bulharska a Československa se 3. srpna setkali v Bratislavě při podpisu Bratislavské smlouvy, jež potvrzuje neotřesitelnou věrnost marxismu-leninismu a proletářského internacionalismu – tedy sovětské dominance – a deklarovali nesmiřitelný boj proti buržoazní ideologii a všem protisocialistickým živlům. Sovětský svaz vyjádřil záměr k intervenci do země Varšavské smlouvy, pokud buržoazní systém některých politických stran začnou reprezentovat různé frakce kapitalistické třídy. Po bratislavské konferenci sovětští vojáci sice opustili československé území, ale zůstávali nadále podél hranic.
Vzhledem k tomu, že tyto rozhovory nedopadly z hlediska sovětských vůdců uspokojivě, vzali v úvahu vojenskou alternativu. Politika neporušitelné sovětské nadvlády nad satelitními státy Sovětského svazu, případně i pomocí vojenské síly, se stala známou jako Brežněvova doktrína. Sám Brežněv však s intervencí dlouho váhal. Ještě 13. srpna se v telefonickém rozhovoru snažil „Sašu“ Dubčeka přesvědčit, aby reformy zabrzdil, a dal mu jasně najevo, že pokud tak neučiní, Sovětský svaz zasáhne. V noci z 20. srpna na 21. srpna 1968 vstoupily armády zemí Varšavské smlouvy přes hranice do ČSSR. Dvě hodiny po půlnoci 21. srpna 1968 ÚV KSČ schválil a posléze prostřednictvím Československého rozhlasu odvysílal Provolání Všemu lidu ČSSR:

Všemu lidu Československé socialistické republiky!
Včera, dne 20. srpna 1968 kolem 11. hodiny večer, překročila vojska Sovětského svazu, Polské lidové republiky, Německé demokratické republiky, Maďarské lidové republiky a Bulharské lidové republiky státní hranice Československé socialistické republiky. Stalo se tak bez vědomí presidenta republiky, předsedy Národního shromáždění, předsedy vlády i prvního tajemníka ÚV KSČ a těchto orgánů.

22. až 23. srpna 1968 se narychlo a v utajení sešel mimořádný sjezd KSČ (Vysočanský sjezd KSČ).
Invazi bezprostředně následovala dosud nevídaná vlna emigrace, mnozí občané Československa se nevrátili ze svých dovolených v západních zemích nebo v Jugoslávii. Tato vlna sice za nějakou dobu ochabla, obzvlášť po uzavření státních hranic v říjnu 1969, nicméně přibližně 70 000 lidí bylo v nepřítomnosti odsouzeno za nezákonné opuštění republiky v prvních měsících okupace, většinou k trestům odnětí svobody na zhruba dva roky a k propadnutí majetku. Celkově to postihlo okolo 300 000 osob. Většina emigrantů byli vzdělaní lidé. Západní země jim bez problémů udělovaly povolení k trvalému pobytu a práci, většinou ve spojení s politickým azylem, ze kterého zmíněná povolení vyplývají zákonitě.

## Dozvuky a následky

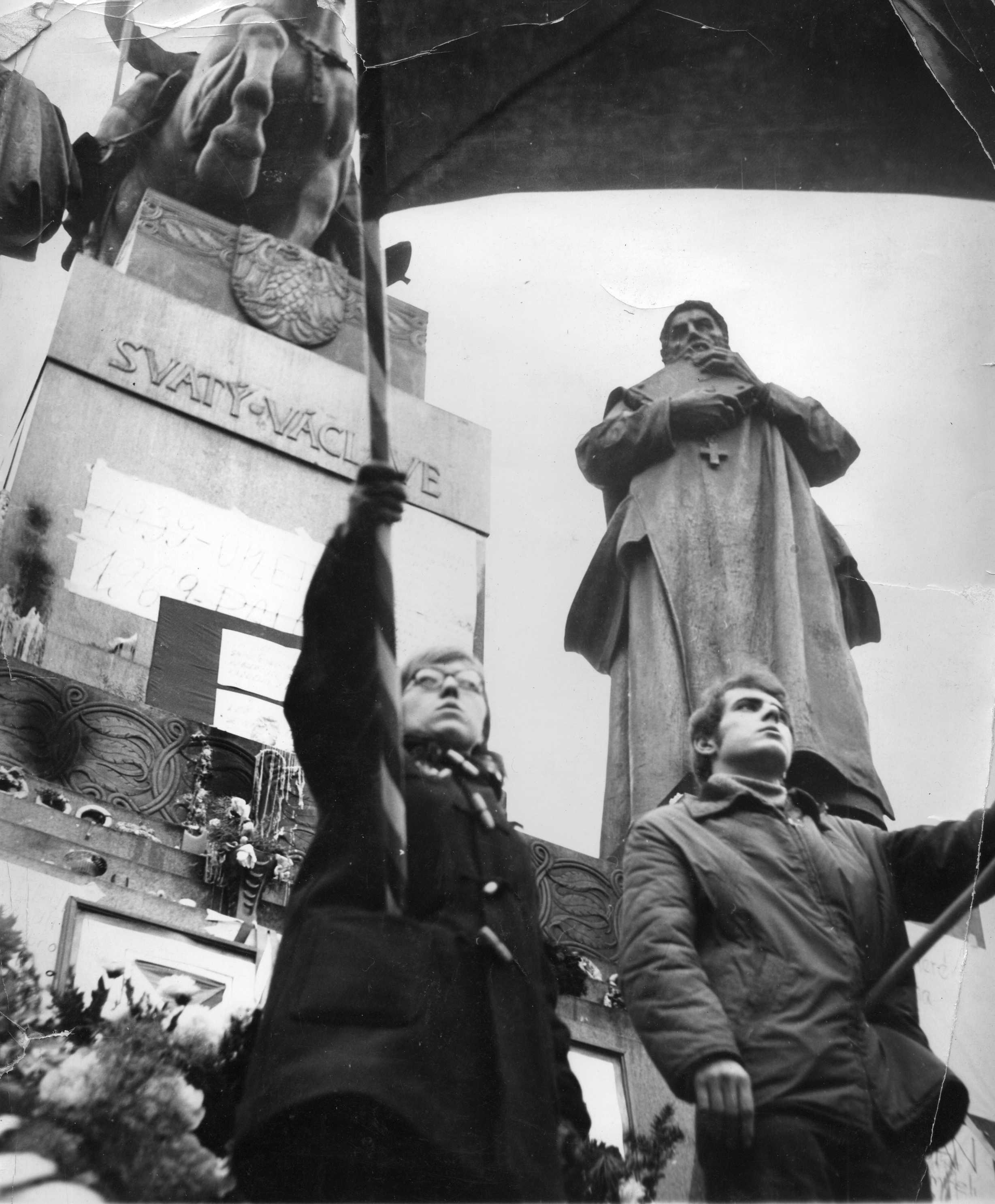
Demonstrace na Václavském náměstí v srpnu 1969

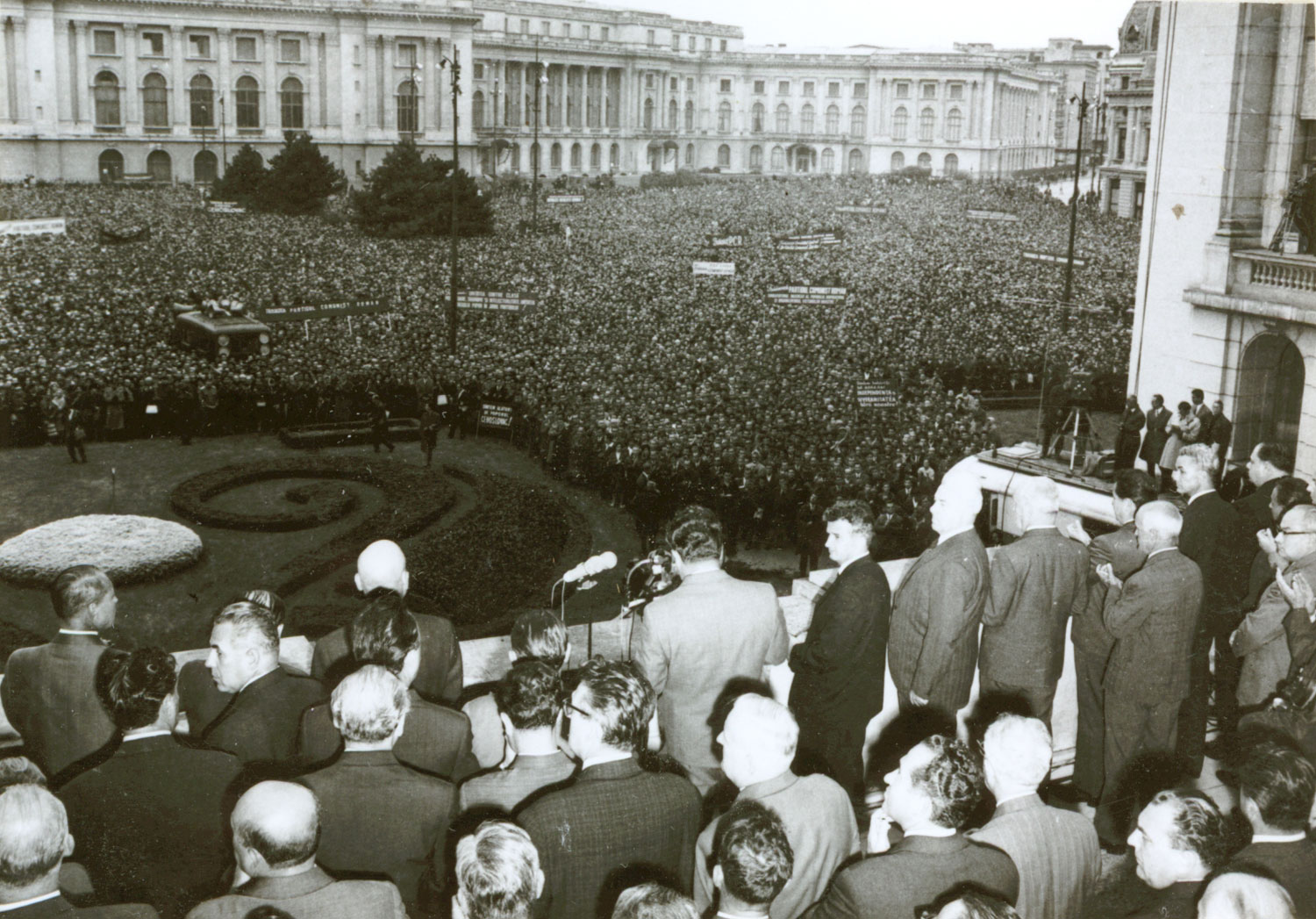
Ceauşescova vláda byla od začátku ostře proti okupaci. Na této fotografii ji rumunská komunistická vláda oficiálně odsuzuje.

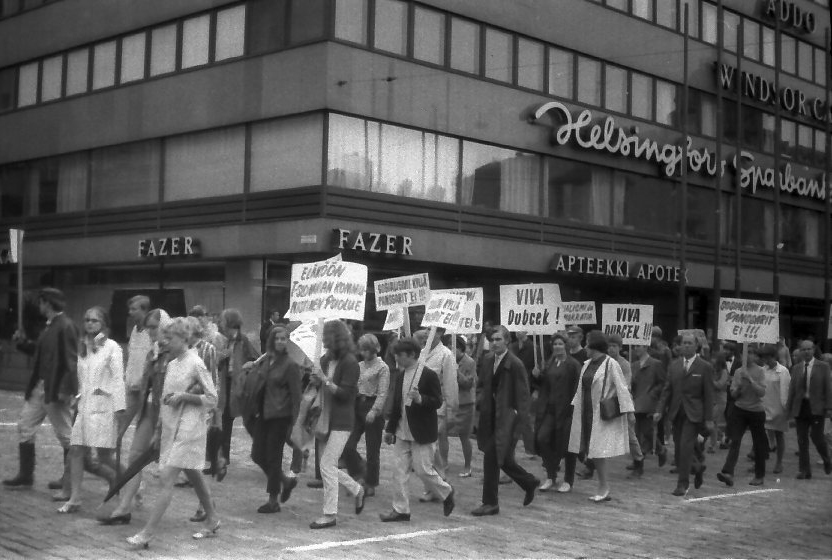
Pochod na podporu Československa pořádaný ve finských Helsinkách

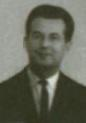
Zdeněk Mlynář

A. Dubček postupně odvolal z vedoucích funkcí představitele reformního proudu v KSČ. V dubnu 1969 byl první tajemník strany Dubček nahrazen Gustávem Husákem a tím začalo období tzv. normalizace. 22. srpna 1969 schválilo předsednictvo Federálního shromáždění přes Dubčekovy protesty tzv. pendrekový zákon, který Dubček jakožto předseda Federálního shromáždění spolu se Svobodou a Černíkem podepsal. Později byl Dubček vyloučen z KSČ a dostal práci lesního úředníka poté, co ještě nějakou dobu zastával funkci československého velvyslance v Turecku. Proti okupaci se uskutečnila malá, ale významná Demonstrace na Rudém náměstí v Moskvě.
Pro konečnou likvidaci reformního procesu lze konstatovat jako rozhodující dva mezníky: Prvním byly spontánní oslavné demonstrace po druhém vítězství československé hokejové reprezentace nad mužstvem Sovětského svazu na mistrovství světa ve Stockholmu. Při nich došlo k (s největší pravděpodobností vyprovokovaným) útokům na sovětská zařízení v Československu, především ke zdemolování zastoupení sovětské letecké společnosti Aeroflot v Praze na Václavském náměstí. Zejména tento čin pak vedl k politice „sypání si hlavy popelem“ ze strany československého vedení s následnými masovými ústupky sovětským požadavkům. Závěrečnou tečkou pak bylo násilné potlačení demonstrací k prvnímu výročí okupace dne 21. srpna 1969 (s několika mrtvými v Praze již v předvečer výročí okupace). Jako významný dokument pro tento okamžik si nově nastolený režim vytvořil ve svém smyslu silně tendenční reportážní a komentující publikaci v novinovém formátu nazvanou „Neprošli“. Ta potom byla až do upevnění moci opakovaně zmiňována a citována v médiích a na akcích pod politickým vlivem pro zdůraznění marnosti jakýchkoliv dalších snah reformních – „kontrarevolučních“ – sil.
Rok 1969 byl jediný rok během vlády KSČ, kdy byly odřeknuty jinak neodmyslitelné tradiční oslavy 1. máje, a to kvůli obavám z možného vzniku nepokojů. V témže roce se také Československo nezúčastnilo Závodu míru, největšího amatérsky vedeného cyklistického závodu na světě, jehož bylo spoluzakladatelem a vedle NDR a Polska jindy též spolupořadatelem.
Husákovo vedení zrušilo naprostou většinu reforem provedených v šedesátých letech, „očistilo“ stranu od jejích liberálních členů a propustilo z vedoucích funkcí profesionální a intelektuální elity, které podporovaly reformy pražského jara nebo neprojevily souhlas s „normalizací“. Husák pracoval na obnovení vlivu policejních autorit a silných vazeb s ostatními „socialistickými“ státy. Také znovu zcela centralizoval řízení hospodářství. (Významné byly svobody garantované průmyslu během pražského jara Novou hospodářskou soustavou.) KSČ zavedla cenzuru a kádrování v důsledku horší než v druhé polovině 60. let; cenzura byla nyní založená především na autorské autocenzuře určené pravidly, jež byla jen z části jasně definovaná, a následné kontrole. Rozbujela se korupce a celková mravní devastace československé společnosti. Jediným výrazným pozůstatkem byla federalizace země, kterou byly roku 1969 formálně vytvořeny Česká socialistická republika s Českou národní radou a Slovenská socialistická republika se Slovenskou národní radou. Avšak rozhodující mocenská struktura KSČ se nefederalizovala, zůstala centrální. Federativní uspořádání však bylo definitivně schváleno teprve 28. října 1968, tedy až po rozbití reformního hnutí invazí.
Koncem osmdesátých let byl sovětský vůdce Michail Gorbačov (mj. spolužák jednoho z významných československých komunistických reformátorů Zdeňka Mlynáře) někdy považovaný pro svou liberalizační politiku glasnosti a perestrojky za následníka pokusů o socialismus s lidskou tváří. Na dotaz k rozdílu mezi pražským jarem a jeho vlastními reformami Gorbačov odpověděl: „Devatenáct let“, čímž se jen částečně distancoval od srovnávání jeho úsilí s pražským jarem. Po sametové revoluci v roce 1989 se Dubček stal předsedou federálního shromáždění.

### Kulturní dopad

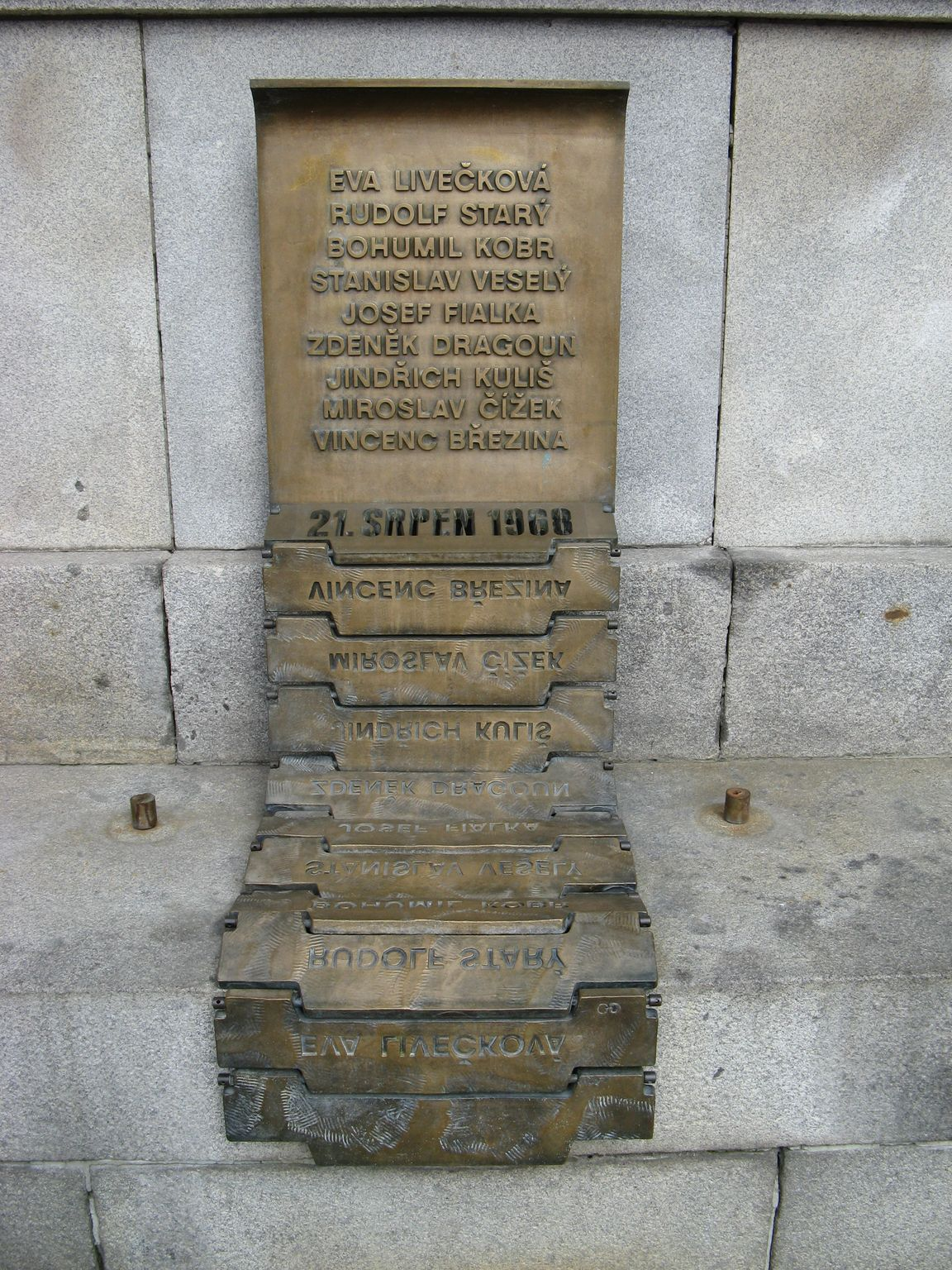
Pomník obětem invaze v Liberci

Západní země prožívaly v šedesátých letech velký hospodářský rozmach, což tam vedlo ke zvyšování životní úrovně a k poklesu zájmu o komunistickou ideologii. Vedení tamních komunistických stran vkládalo proto veliké naděje do pražského jara. Příklad Československa měl ukázat, že i socialistická země může plynule a nenásilně přejít k demokracii.

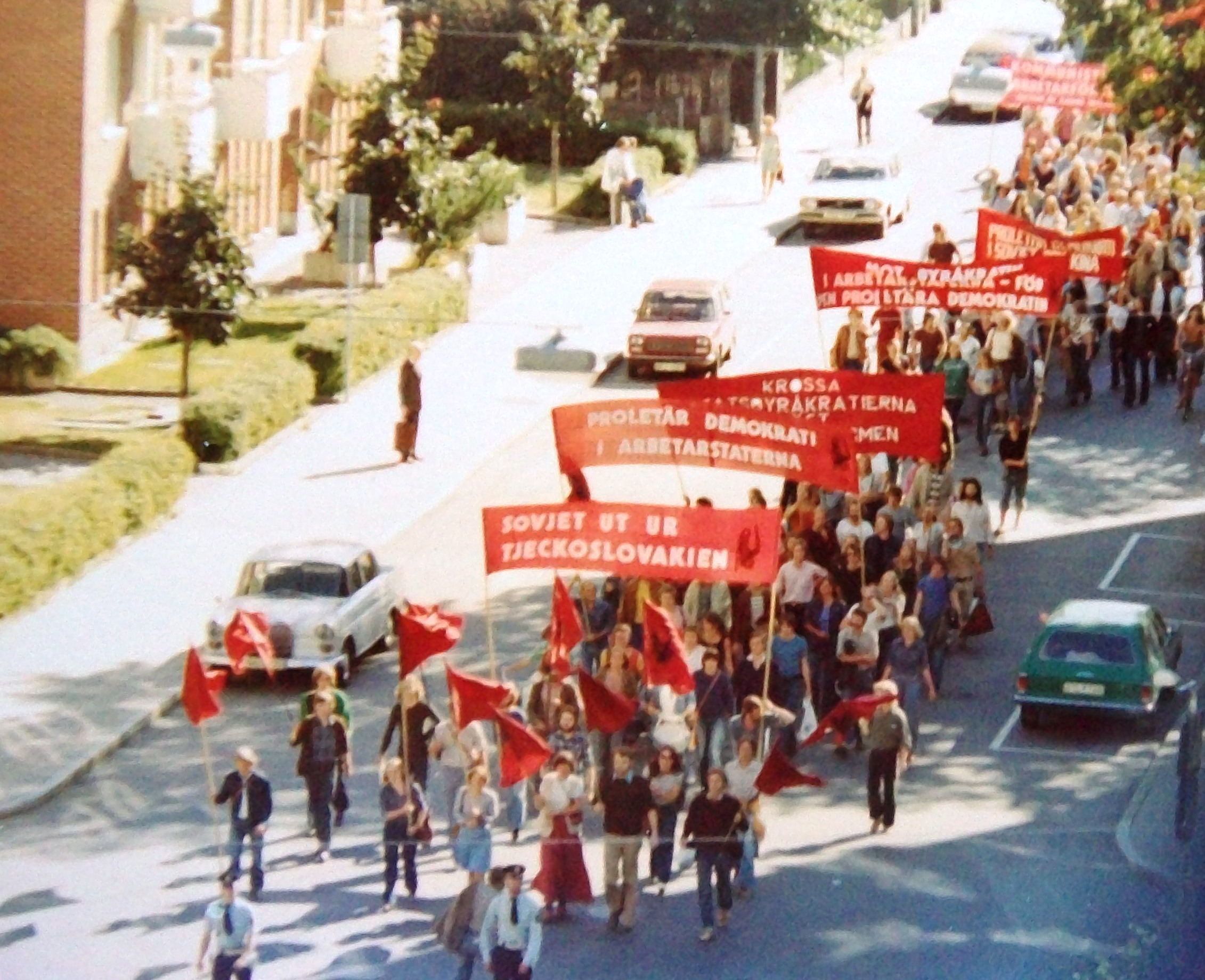
Pochod na podporu Československa ve Stockholmu během výročí invaze 21. srpna 1974

Vpád sovětských vojsk znamenal pro většinu levicově smýšlejících lidí v západních zemích vystřízlivění z marxisticko-leninistických myšlenek. Poznali, že diktatura umí jen používat hrubou sílu a zásadně nediskutuje. Komunistické strany západních zemí upadly do sporů a rozdělily se na dvě části: většina z nich okupaci odsuzovala, malá část ji schvalovala. Během let pak následoval pokles členské základny. Proto počátkem 80. let nechtěl SSSR v Polsku invazně zasahovat, neboť „nemůže opakovat stejnou chybu“.[zdroj?] To přispělo k růstu eurokomunistických idejí v západních komunistických stranách, které byly dalece vzdálené od linie určované Sovětským svazem a eventuálně vedly časem k rozpuštění mnoha z těchto stran.
O deset let později bylo jméno pražského jara analogicky propůjčeno k čínské politické liberalizaci nazývané Pekingské jaro. Dalším odkazem na pražské jaro je Chorvatské jaro v Jugoslávii.
Následky pražského jara a jeho potlačení se odrazily v populární hudbě, například ve tvorbě Karla Kryla nebo v Requiem Luboše Fišera a ve skladbě Hudba pro Prahu 1968 skladatele Karla Husy. Za příklad mezinárodního vlivu na kulturu může posloužit muzikál japonského divadelního souboru Takarazuka Revue Prague Spring / Lucky Star! (Pražské jaro / Šťastná hvězda!). They Can't Stop The Spring je píseň irského nezávislého novináře a písničkáře Johna Waterse, která reprezentovala Irsko na Velké ceně Eurovize za rok 2007. Waters zde popisuje „keltskou oslavu východoevropských revolucí a jejich eventuálních dopadů“, citoval tím i Dubčekův údajný výrok: „Mohou poničit květiny, ale nezastaví jaro.“ Pražské jaro 1968 a jeho odmítnutí Sovětským svazem, stejně jako jím inspirované nepokoje ve Východním Berlíně zmiňuje přední švýcarský rockový hudebník Polo Hofer ve svém songu Summer 68, obecně vzpomínajícím na léto 1968.
Pražské jaro 1968 se také objevuje v literatuře. Milan Kundera umístil děj své novely Nesnesitelná lehkost bytí do atmosféry pražského jara. V díle se objevují zvětšující se represe sovětské přítomnosti a diktatury policejní kontroly lidu. Stejnojmenná filmová verze příběhu byla natočena v roce 1988. Osloboditelé od Viktora Suvorova je očitým svědectvím invaze do Československa z pohledu velitele ruského tanku. Divadelní hra Rock N Roll byla napsána českým rodákem Tomem Stoppardem a zmiňuje se o pražském jaru stejně jako o sametové revoluci. Rakouská filmová tetralogie Der Bockerer pojednává o historii Rakouska od anšlusu po pražské jaro 1968.
V roce 2018 vyšla kniha Pražské Jaro (Prague Spring) od spisovatele Simona Mawera. 
Číslo 68 je symbolem bývalého Československa.[zdroj?] Hokejista Jaromír Jágr obléká dres s číslem 68, a to i během svého působení v ruském Omsku. V Torontu bylo založeno vydavatelství '68 Publishers, které vydávalo knihy českých a slovenských exilových autorů. Název se také odvolává na rok pražského jara.